# ماری آلدون
ماری آلدون (انگلیسی: Mari Aldon; ۱۷ نوامبر ۱۹۲۵ – ۳۱ اکتبر ۲۰۰۴) هنرپیشه اهل لیتوانی-ایالات متحده آمریکا بود.
از فیلم‌ها یا برنامه‌های تلویزیونی که وی در آن نقش داشته‌است می‌توان به کنتس پابرهنه و فصل تابستان اشاره کرد.